# Luis Díez del Corral
Luis Díez del Corral y Pedruzo (Logroño, 5 de julio de 1911-Madrid, 7 de abril de 1998) fue un jurista, escritor y politólogo español. Catedrático de Historia de las Ideas y de las Formas Políticas en la Universidad Complutense de Madrid y académico de la Historia, fue procurador en las Cortes franquistas entre 1943 y 1949.

## Biografía
Nació el 5 de julio de 1911 en Logroño. Hijo de Luis Díez del Corral y Bravo y de Vicenta Pedruzo Susaeta; su padre desempeñó el cargo de gobernador civil de las provincias de Jaén y Salamanca durante la dictadura de Primo de Rivera; tras el inicio de la guerra civil fue llevado a una checa madrileña; dado por desaparecido, su cadáver apareció el 15 de septiembre de 1936.
Estudió la carrera de Derecho en la Universidad Central de Madrid. Participó en el célebre crucero universitario por el Mediterráneo de 1933. Gracias a una beca de la Junta para Ampliación de Estudios, consiguió ampliar sus estudios en las Universidades de Berlín y Friburgo.
En 1936 ingresó como letrado en el Consejo de Estado. Autor de diversos libros en los que se entrelazan la historia y la política, en 1947 obtuvo la Cátedra de Historia de las Ideas y de las Formas Políticas en la Facultad de Ciencias Políticas y Económicas de la Universidad de Madrid (hoy Complutense).
En 1942 recibió el Premio Nacional de Literatura. En 1988 fue galardonado con el Premio Príncipe de Asturias de Ciencias Sociales, junto con Luis Sánchez Agesta, por su contribución excepcional a la historia de las ideas y las instituciones políticas, y por su labor ejemplar en la docencia dentro de la tradición humanista y conservadora. En 1996 obtuvo el Premio Internacional Menéndez Pelayo por su trayectoria. Fue redactor de la Revista de Occidente.
Fue procurador en las Cortes franquistas entre el 16 de marzo de 1943 y el 7 de abril de 1949 en calidad de jefe de la Sección de Ordenación Social y Corporativa del Instituto de Estudios Políticos.
Fue miembro de la Real Academia de Bellas Artes de San Fernando, la Real Academia de la Historia y presidente de la Real Academia de Ciencias Morales y Políticas, así como doctor honoris causa por la Sorbona. 
Díez del Corral falleció en Madrid el 7 de abril de 1998.

## Obras publicadas
- — (1942). Mallorca. (Premio Nacional de Literatura «Francisco Franco» de 1943)[n. 1]
- — (1945). El liberalismo doctrinario.[5]
- — (1954). El rapto de Europa. Una interpretación histórica de nuestro tiempo. Madrid: Revista de Occidente.[6]
- — (1957). De historia y política. Madrid: Instituto de Estudios Políticos.[7]
- — (1963). Del viejo al nuevo mundo.
- — (1971). La mentalidad política de Tocqueville con especial referencia a Pascal.
- — (1976). La monarquía de España en el pensamiento político europeo. De Maquiavelo a Humboldt.
- — (1979). Velázquez, la monarquía e Italia.
- — (1989). El pensamiento político de Tocqueville.